# Toyota Celica GT-Four
Toyota Celica GT-Four — високопродуктивна модифікація Celica, з  двигуном 2,0 л 3S-GTE з турбонаддувом і повним приводом. Вона була створена, щоб конкурувати в чемпіонаті світу з ралі, чиї правила диктують, що виробник повинен побудувати дорожні версії автомобіля в достатній кількості.
Celica GT-Four виготовлялась у трьох поколіннях; ST165, заснована на Celica четвертого покоління, і виготовлялась в період з жовтня 1986 року по серпень 1989; ST185 виготовлялася з вересня 1989 року по вересень 1993; та ST205 з лютого 1994 року по червень 1999.
Дорожні автомобілі Celica GT-Four виготовлялись на заводі Тойоти в префектурі Айті, Японія, а ралійні автомобілі були підготовлені Toyota Team Europe в Кельні, Німеччина.

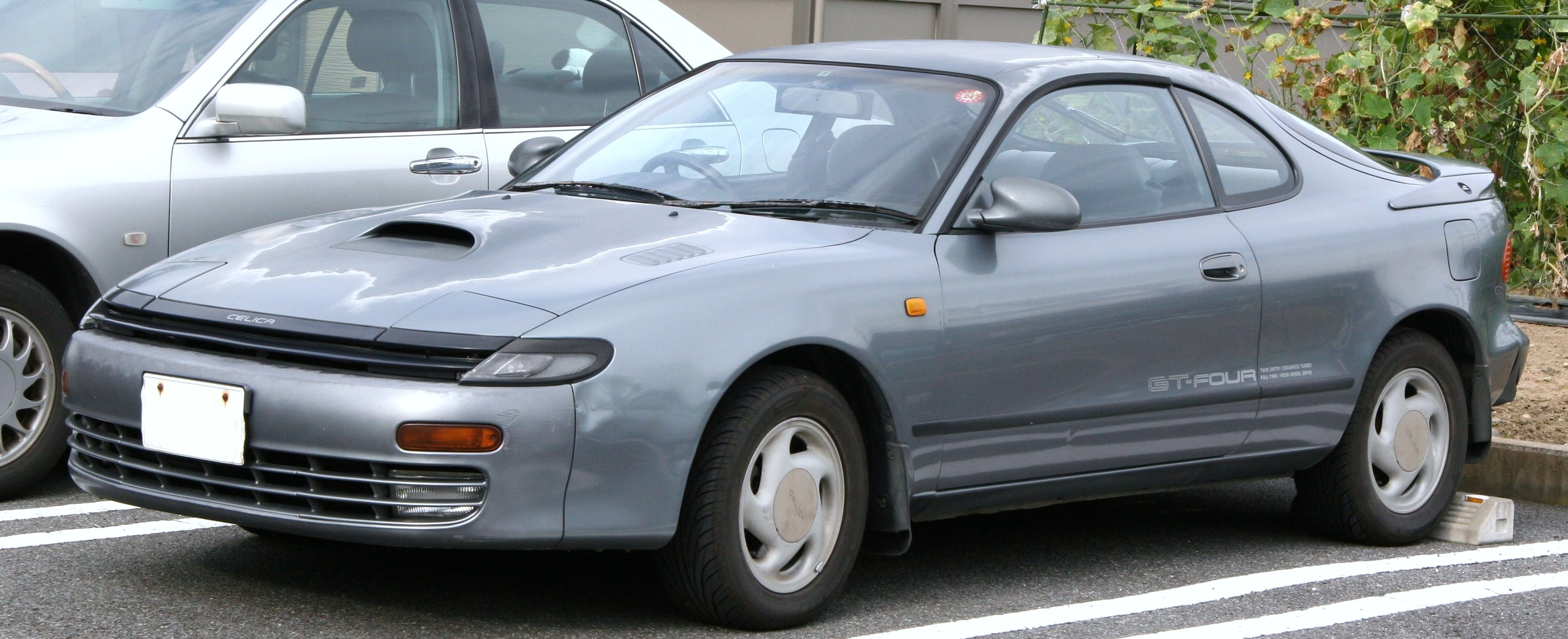
Toyota Celica GT4 ST185
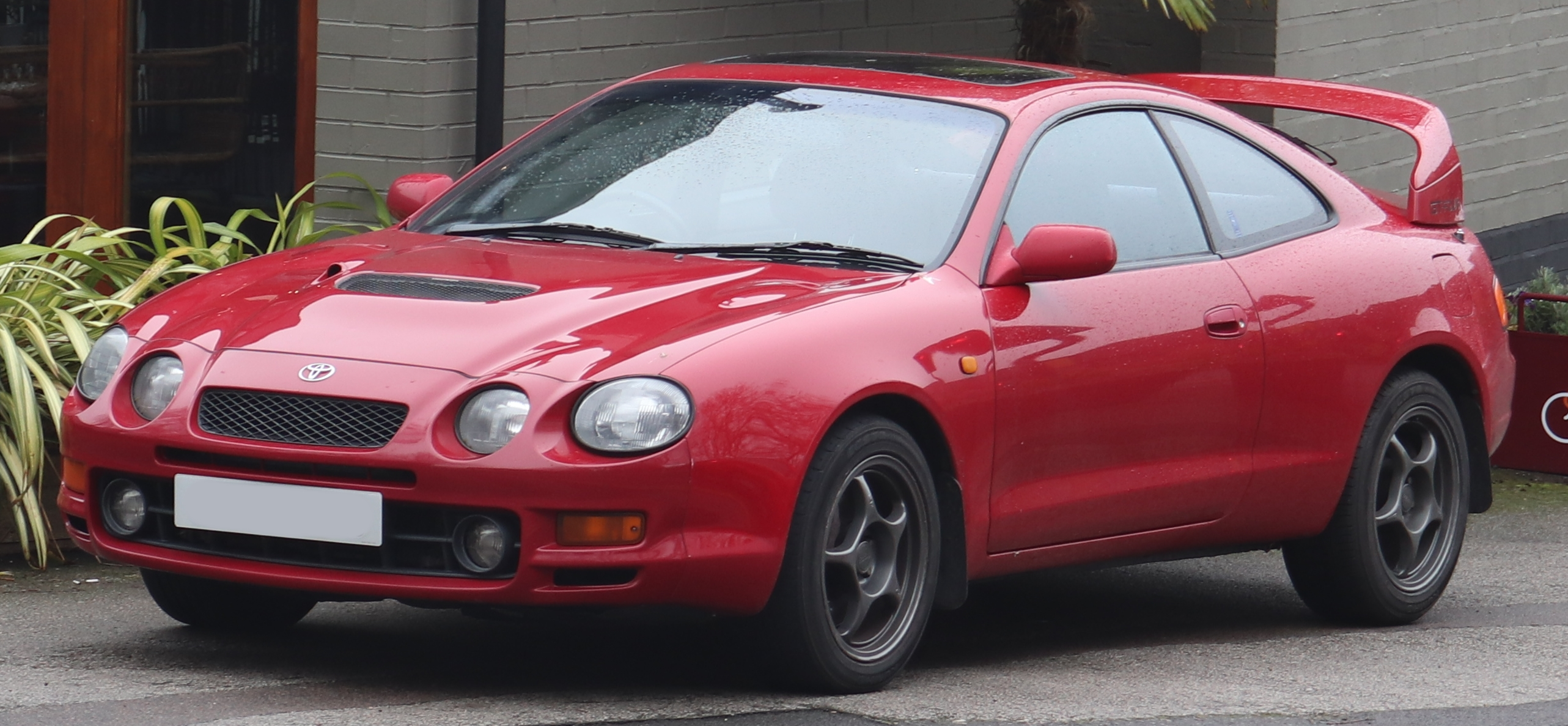
Toyota Celica GT4 ST205

## ST165 (1986-1989)

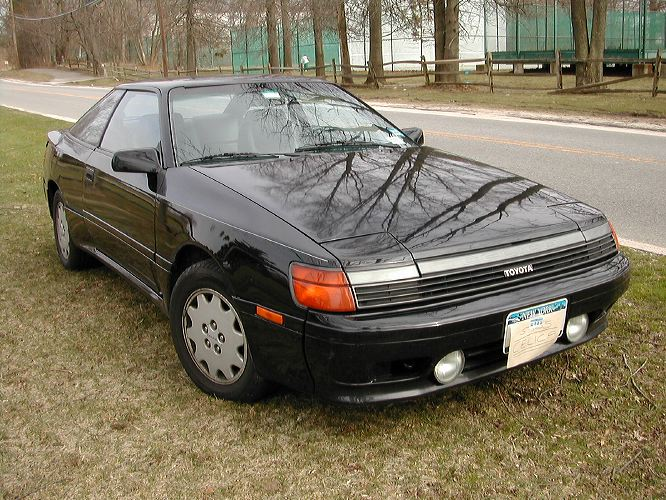
ST165 Celica All-Trac Turbo (1988, США)

Концепт Celica GT-Four почався з прототипу кабріолета, представленого на Токійському автосалоні 1985 року. Білий автомобіль з бордовим салоном став першим, названим Celica GT-Four, і який був відкритим (кабріолетом) повнопривідним автомобілем (Open Air 4WD Motoring). Кабріолет так і не пішов у виробництво, і назва перейшла до моделі хетчбек, виробництво якого почалося в жовтні 1986 року.
ST165 GT-Four можна відрізнити від передньопривідною Celica по передньому бампером, що має великі отвори, і по шильдиках «GT-Four» на дверях. Всередині, оригінальний GT-Four має перемикач блокування диференціала біля ручного гальма для моделей 1986 і 1987 років.
Celica GT-Four була доопрацьована в жовтні 1987 року. Як і на інших передньопривідних Celica, на ST165 оновилися решітка і задні ліхтарі. Експортна версія також отримала бічні спойлери і подвійні передні круглі протитуманні фари. Міжосьовий диференціал був змінений на механічно блокується. GT-Four продавалася в США як All-Trac Turbo і в Канаді як 4WD Turbo.
ST165 не продавати в Північній Америці до 1988 року, за винятком спеціального випуску 77 автомобілів, проданих в честь перемоги Toyota на чемпіонаті IMSA GTO. Ці автомобілі Celica були білого кольору, з білими колесами і синім інтер'єром і мали невеликі написи «IMSA GTO CHAMPION» на молдингах і решітці. Кожен автомобіль був проданий в одному з 77 дилерських центрів Toyota в Каліфорнії. Вони продавалися в 1987 році в якості моделей 1988 року.
ST165 був єдиним автомобілем, який продавався з першою версією двигуна Toyota 3S-GTE. Його потужність становила 182-190 к.с. (В залежності від ринку і модельного року), а крутний момент 249 Нм.